# خانه معین‌الکتاب
خانه معین الکتاب مربوط به دوره قاجار است و در کرمانشاه، خیابان مدرس، کوچه توکلی و فیض مهدوی واقع شده و این اثر در تاریخ ۱۰ خرداد ۱۳۸۲ با شمارهٔ ثبت ۹۱۴۵ به‌عنوان یکی از آثار ملی ایران به ثبت رسیده است.